# Halové mistrovství Evropy v atletice 2009 – běh na 60 metrů překážek mužů
Běh na 60 metrů překážek mužů na halovém mistrovství Evropy v atletice 2009 se konalo v italském Turíně ve dnech 6. března až 8. března 2009; dějištěm soutěže byla hala Oval Lingotto. Ve finálovém běhu zvítězil reprezentant Francie Ladji Doucouré.
Petr Svoboda vyhrál svůj rozběh časem 7,64, taktéž v semifinále obsadil první místo ve vyrovnaném národním rekordu 7,55. Jeho běh ve finále byl poznamenán klopýtnutím o první překážku, přesto však stačil k vybojování bronzové medaile.
| Umístění         | Sportovec          | Čas  |
| ---------------- | ------------------ | ---- |
| Zlatá medaile    | Ladji Doucouré     | 7,55 |
| Stříbrná medaile | Gregory Sedoc      | 7,55 |
| Bronzová medaile | Petr Svoboda       | 7,61 |
| 4.               | Andy Turner        | 7,62 |
| 5.               | Jevgenij Borisov   | 7,64 |
| 6.               | Garfield Darien    | 7,66 |
| 7.               | Damien Broothaerts | 7,74 |
| 8.               | Allan Scott        | 7,78 |